# 延胡索醯乙醯乙酸水解酶
延胡索醯乙醯乙酸水解酶（英語：Fumarylacetoacetase，Fumarylacetoacetate hydrolase，簡稱FAH）為人類體內的一種酵素，由FAH基因轉譯。
這個酵素在酪胺酸代謝途徑中扮演重要角色，因此FAH缺乏者可能會導致酪胺酸血症。
FAH可以將延胡索醯乙醯乙酸水解為延胡索酸和乙醯乙酸。

## 病理學
FAH基因病變可能導致第一型酪胺酸血症。

## 外部連結
- GeneReviews/NIH/NCBI/UW entry on Tyrosinemia Type 1, FAH Deficiency, Hepatorenal Tyrosinemia, Hereditary Tyrosinemia Type I, Fumarylacetoacetase Deficiency, Fumarylacetoacetate Hydrolase Deficiency （页面存档备份，存于）
- 醫學主題詞表（MeSH）：fumarylacetoacetase